# Taussac-la-Billière
Taussac-la-Billière é uma comuna francesa na região administrativa de Occitânia, no departamento de Hérault. Estende-se por uma área de 14,62 km². Em 2010 a comuna tinha 464 habitantes (densidade: 31,7 hab./km²).

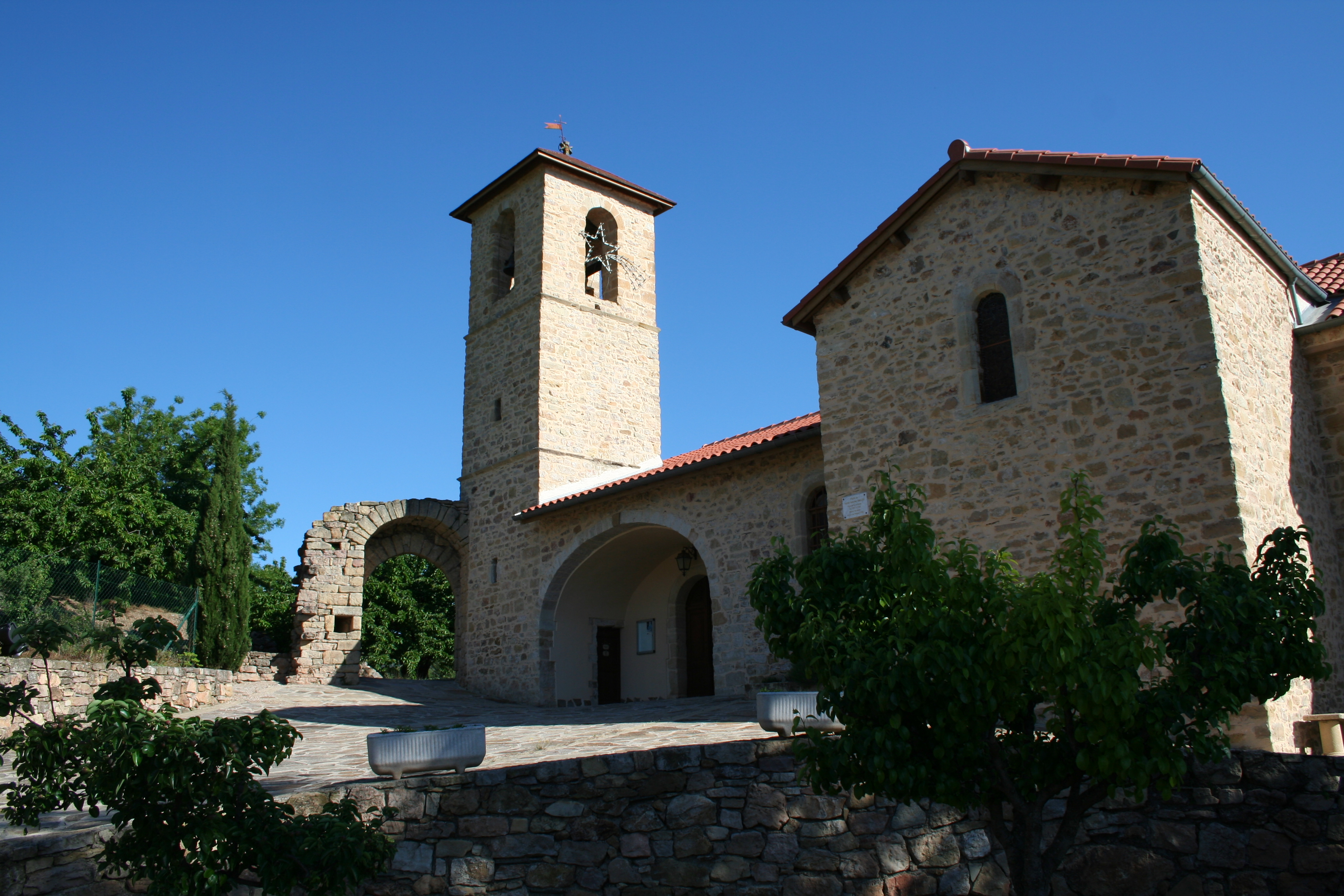
Igreja.